# Ватанабэ, Кейта
Кейта Ватанабэ (яп. 渡邊 啓太 англ. Keita Watanabe, родился 25 марта 1992 года, Кавагоэ, префектура Сайтама)) — конькобежец, специализирующайся в шорт-треке. Участвовала в зимних Олимпийских играх 2018 года, бронзовый призёр чемпионата мира 2018 года в эстафете. В 2014 году окончил факультет международного туризма в Университете Ханнана. В настоящее время он является сотрудником Университета Ханнан.

## Спортивная карьера
Кейта Ватанабэ впервые начал кататься в детском саду, а серьёзно начал заниматься конькобежным спортом во 2 классе начальной школы, в возрасте 7 лет под влиянием старшей сестры, в своём родном городе Кавагоэ. В 3-м классе средней школы его выбрали на всеяпонский юношеский чемпионат и соревновался в высшем классе младшего поколения в старшей школе. Только в старшей школе он начал концентрироваться в шорт-треке и только когда поступил в колледж, его выбрали как сильного игрока.
Ватанабэ впервые появился на международном уровне на юниорском чемпионате мира 2009 года в Шербруке, заняв 16-е место в многоборье. Он занял 3-е место в эстафете и 19-е в личном зачёте в следующем году на юниорском чемпионате мира в Тайбэе. В октябре 2010 года стартовал на Кубке мира и в декабре в Шанхае смог дойти до лучшего 10-го места в беге на 1500 м.
В январе 2011 года на Всеяпонском чемпионате по шорт-треку занял 4-е место в общем зачете, следом на зимней Универсиаде в Эрзуруме стал 8-м в беге на 1000 м. А на юниорском чемпионате мира в Курмайоре выиграл серебряную медаль в эстафете и занял 7-е место в личном многоборье. На Кубке мира сезона 2011/12 Ватанабэ не поднимался выше 11-го места в личных гонках.
В марте 2012 года на чемпионате мира в Шанхае в составе команды занял 4-е место в эстафете. В начале 2013 года он занял 2-е место в беге на 1500 м на Всеяпонском чемпионате, а на соревнованиях по отбору в национальную олимпийскую сборную Японии занял 3-е место на 1000 м. Он не попал на Олимпиаду в 2014 в Сочи. В течение целого сезона 2014/15 он не показывал высоких результатов.
В сезоне 2016/17 на Кубке мира в Дрездене и Минске он занял 7-е место в беге на 1500 м. В феврале на зимних Азиатских играх в Саппоро завоевал бронзовые медали в беге на 1000 м и в эстафете. На чемпионате мира 2017 года в Роттердаме занял 19-е место в многоборье. В октябре на Кубке мира в Будапеште Ватанабэ впервые поднялся на подиум, завоевав бронзу в эстафете, а в Дордрехте поднялся на 4-е место.
В феврале 2018 года на зимних Олимпийских играх в Пхенчхане он занял 26-е место в беге на 1500 м, 21-е место на 1000 м, 16-е место на 500 м и 7-е место в эстафете. В марте на чемпионате мира в Монреале выиграл бронзу в эстафете. В ноябре 2018 года он занял 4-е место в беге на 1500 м на Кубке мира в Солт-Лейк-Сити, а в январе выиграл Всеяпонский чемпионат в общем зачёте, заняв 2-е места на дистанциях 500 м, 1000 м и 1-е на 1500 метров.
В феврале 2019 года на этапе в Дрездене занял 2-е место в эстафете, следом на Кубке мира в Турине поднялся на 5-е место в беге на 1500 м и на 2-е в эстафете. В марте на чемпионате мира в Софии он занял 4-е место на дистанции 1000 м и впервые вышел в суперфинал, где победил и в абсолютном зачёте занял 6-е место. Также продолжил в начале сезона 2019/20 на Кубке мира показывать неплохие результаты и в ноябре в Нагое занял 3-е место в беге на 1500 м.
В 2020 и 2021 годах Кейта побеждал в абсолютном зачёте на чемпионате Японии. В сезоне 2021/22 на Кубке мира в Пекине поднялся на 5-е место в смешанной эстафете, на 7-е место в Дебрецене в мужской эстафете и в Дордрехте на 6-е место в той же эстафете. из личных гонок лучшим были 15-е места в беге на 1500 м в Нагое и Дордрехте.